# دیر ترایل (کلرادو)
دیر ترایل (به انگلیسی: Deer Trail) شهری در ایالت کلرادو کشور ایالات متحده آمریکا است که جمعیت آن در سرشماری سال ۲۰۱۰ میلادی، ۵۴۶ نفر بوده‌است.